# H-Reflex
Der H-Reflex ist eine elektroneurographische Methode der Neurophysiologie. Er ist benannt nach dem Physiologen Paul Hoffmann (1884–1962) aus Freiburg im Breisgau. Der H-Reflex wird durch einen elektrischen Reiz eines peripheren gemischten Nerven ausgelöst und die Antwort als Muskelaktionspotential gemessen.
Die Methode wird zur Diagnostik in der Neurologie eingesetzt, um die strukturelle Integrität des Eigenreflexbogens nachzuweisen. Beim Menschen sind die Voraussetzungen zur Ableitung nur an wenigen Nerven gegeben. Klassisch ist die Auslösung eines H-Reflexes durch elektrische Stimulation des Nervus tibialis in der Kniekehle und Messung des ausgelösten Muskelaktionspotentials des Musculus soleus der Wade.
Muskeleigenreflexe können durch Dehnung eines Muskels ausgelöst werden. Dabei werden Muskelspindeln erregt, die elektrische Entladungen über afferente Fasern zu den Somata der Motoneurone im Rückenmark senden, die den gedehnten Muskel versorgen. Die Motoneurone werden erregt und senden ihrerseits Entladungen über ihre efferenten Axone zum Muskel zurück, der sich daraufhin kontrahiert. Dadurch wird der Reflexbogen geschlossen.
Da eine standardisierte Dehnung eines Muskels in der Routinediagnostik nur schwer zu realisieren ist, verwendet man beim H-Reflex statt der Muskeldehnung die elektrische Reizung der afferenten Fasern zum Motoneuron. Da aber motorische und sensible Fasern in einem peripheren Nerven stets miteinander vermischt verlaufen, scheint eine selektive Erregung der Afferenzen zunächst nicht möglich. Der elektrische Reiz löst sowohl in den afferenten als auch den efferenten Axonen eine Erregung aus.
Diese Erregung breitet sich unabhängig von der Funktion des jeweiligen Axons sowohl in antidromer als auch in orthodromer Richtung aus. Das heißt, in einem motorischen Axon läuft die Erregungswelle einerseits in „normaler“ Richtung (orthodrom) zum Muskel und löst dort eine erste Kontraktion aus, andererseits läuft die Erregung antidrom (rückwärts) zum Soma des Motoneurons im Rückenmark und löst dort eine Entladung der Somamembran aus. In den sensiblen Nervenfasern wird entsprechend eine antidrome Erregung zurück zu den Muskelspindeln laufen, dort aber keinen relevanten Effekt auslösen.
Die orthodrome Erregung läuft aber zum Rückenmark und wird über eine direkte Synapse (monosynaptisch) auf das Motoneuron umgeschaltet, das daraufhin ein fortgeleitetes Aktionspotential über das efferente Axon zum Muskel sendet, was als Spannungsänderung im Muskel messbar ist. Da aber gleichzeitig durch die efferente, antidrome Erregung das Motoneuron bzw. Axon bereits erregt worden ist, trifft die afferente Erregung auf eine refraktäre Membran und kann nicht weiter fortgeleitet werden. Ein Reflex ist dann nicht messbar. Das bedeutet, nur wenn es gelingt zumindest teilselektiv die afferenten Fasern zu reizen, ist die Auslösung einer Reflexantwort möglich. Eine Besonderheit einiger Nerven kann nun genau dazu ausgenutzt werden. Afferente Fasern sind in einigen Nerven dicker als die motorischen Axone. Da bei einer elektrischen Reizung auf Grund der physikalischen Eigenschaften (Nervenleitgeschwindigkeit) die dicken Axone mit geringeren Reizen erregbar sind, kann durch langsames Steigern der Reizintensität ein Bereich erreicht werden, in dem überwiegend afferente Fasern erregt werden. In diesem Bereich lässt sich der H-Reflex ableiten.
Die Messung des H-Reflexes ist indiziert insbesondere zur Diagnostik der proximalen Anteile der peripheren Nerven. Der H-Reflex speziell des N. tibialis wird untersucht bei Konus-Kauda-Syndrom, Wurzelkompressionssyndromen, Schädigungen des Beinnervengeflechts, Ischiasnervläsionen oder auch der Polyradikulitis Guillain-Barré.